# 杰拉姆2
《傑拉姆2》（原題：ゼイラム2）是由雨宮慶太原作、編劇、導演的日本特攝電影，也是雨宮導演前作《傑拉姆》的續集作品。
於1994年12月17日上映，片長100分鐘。曾獲1995年第26屆日本星雲賞電影演劇部門賞。

## 介绍
是杰拉姆的续篇，在Iria把ZIERAM的第一形态击败后，研究ZEIRAM的外星人将ZEIRAM封印到机械外壳里想用电脑控制。